# Simon Kaggwa Njala
Simon Kaggwa Njala (Kampala, 4 gennaio 1972) è un giornalista e personaggio dei media ugandese.

## Intervistaa Morning Breeze
Durante una puntata del 18 dicembre 2012 del programma televisivo Morning Breeze su NBS Television, Njala ha intervistato l'attivista ugandese per i diritti LGBTQ Pepe Julian Onziema sui diritti LGBTQ+ in Uganda. Dopo aver presentato Onziema, Njala chiese subito: "Perché sei gay?" ("Why are you gay?" nella versione originale).
Njala ha poi presentato un secondo ospite, il pastore e attivista anti-gay Martin Ssempa . Seduto di fronte a Onziema, Ssempa ha iniziato a caratterizzare e criticare varie presunte pratiche sessuali delle persone LGBT usando frutta e verdura come oggetti di scena, mentre gridava sia in inglese che in lingua luganda. L'intervista è diventata oggetto di vari meme su internet, comunemente intitolati "Why are you gay?" 

## Sospensione temporanea da NBS Television
Il 21 giugno 2024, Njala ha tenuto un evento di ringraziamento per un membro dell'opposizione parlamentare ugandese, Mathias Mpuuga, a Masaka . Njala ha anche inviato  su X (precedentemente noto come Twitter) una serie di messaggi pro-Mpuuga e contro la Piattaforma di Unità Nazionale.
Pochi giorni dopo, il datore di lavoro di Njala, Next Media, lo ha sospeso per due settimane dalla NBS TV e ha diffuso una dichiarazione in cui sottolineava che le politiche etiche dell'azienda riguardanti l'obiettività giornalistica proibiscono ai giornalisti di "associarsi pubblicamente con partiti politici, alleanze, coalizioni o questioni correlate che potrebbero minare i nostri principi".

## Vita privata
Secondo numerosi post sui suoi account social, Njala è cattolico romano .